# Центр археологического культурного наследия
Центр археологического культурного наследия (яп. 埋蔵文化財センタ ー майдзобункадзай-сента) ー муниципальный центр археологического культурного наследия города Кобе, расположенный в Западном районе (яп. Ниси-ку). Это общественное учреждение осуществляет археологические раскопки, а также исследование, хранение и экспозицию археологического культурного наследия, обнаруженного на территории города и региона. Сокращенное название центра по-японски: майбун-сента.

## Общие сведения
В постоянной экспозиции центра представлен восстановленный скелет ископаемого животного стегодона (Stegodon aurorae, яп. акэбоно-дзо), существовавшего более полутора миллионов лет назад. Также в центре выставлены керамические статуэтки ханива, каменные орудия и другие экспонаты, на примере которых можно изучать изменения в образе жизни с древности и до наших дней. Кроме того в парке при археологическом центре можно посмотреть реплики статуэток ханива, которые были найдены в кургане-кофун в местности Сумиёси-хигаси, а также подземный каменный мавзолей, найденный в первом кургане-кофун в местности Такацукаяма.

## Основная экспозиция
Важное культурное наследие
Археологические материалы раскопок кургана-кофун в Ниси-мотомэдзука, префектура Хиого (получили статус культурного наследия 9 июня 2005 года):
- 12 медных зеркал;
- 230 изделий из железа;
- изготовленная из яшмы деталь веретена;
- 14 керамических изделий хадзики (низкотемпературного окислительного обжига).

Археологические материалы раскопок кургана-кофун в Госёкудзука, префектура Хиого (получили статус культурного наследия 6 сентября 2012 года):
- 42 цилиндрических ханива с «плавниками»;
- 3 билетоподобных цилиндрических  ханива с «плавниками»;
- 3 цилиндрических статуэтки ханива.